# Ratpenat de la Xina
El ratpenat de la Xina (Myotis chinensis) és una espècie de ratpenat de la família dels vespertiliònids. Viu a la Xina, Hong Kong, Myanmar, Tailàndia i el Vietnam. Té una gran varietat d'hàbitats naturals, que van des de les planes fins al terreny muntanyós. És una espècie en risc mínim, és a dir, no sembla que hi hagi cap amenaça significativa per a la seva supervivència.